# Pierre Pouchairet
 (avril 2021).
Si vous disposez d'ouvrages ou d'articles de référence ou si vous connaissez des sites web de qualité traitant du thème abordé ici, merci de compléter l'article en donnant les références utiles à sa vérifiabilité et en les liant à la section « Notes et références ».
Pierre Pouchairet, né en 1957, est un écrivain français, auteur de romans policiers.
Pierre Pouchairet est ancien commandant de la police nationale. Avec son quatrième roman, Mortels Trafics, publié en 2016, il est lauréat du prix du Quai des Orfèvres 2017.

## Biographie

### Jeunesse
Il naît en 1957 et après une jeunesse dans le Berry, il intègre l’école des inspecteurs de police de Cannes-Écluse en 1980.

### La PJ
Il est diplômé de l'École nationale supérieure de la Police de Cannes-Écluse.
Il est affecté de 1981 à 1987 au sein de la brigade criminelle de la police judiciaire de Versailles.
En 1987, il intègre l’antenne de Nice de la police judiciaire de Marseille. Il y reste jusqu’en 1998 comme chef d’un groupe chargé de la lutte contre le trafic de drogue. Cette époque est celle qui marque le plus sa vie professionnelle.
En 1998, il devient officier de liaison de l’Office des stups[Quoi ?] à Beyrouth, puis en 2001 à Ankara.
En 2004, de retour en France, Pierre Pouchairet passe commandant et devient chef de la section criminelle de l’antenne de Grenoble.
En mars 2006, il est appelé par la Direction de la Coopération Internationale pour représenter la police française en tant qu’attaché de sécurité intérieure en Afghanistan, puis au Kazakhstan à partir de 2010.
En 2012, ayant la possibilité de solliciter sa mise en retraite il demande à bénéficier de ses droits pour rejoindre sa femme en poste à Naplouse en Cisjordanie.

### Écrivain en Palestine
C’est en retraite, qu’il se consacre à l’écriture, d’abord Des Flics français à Kaboul (Editions La boîte à Pandore), dans lequel il relate son temps passé en Afghanistan. Puis un premier polar très autobiographique Coke d’Azur (Editions Ovadia, épuisé). Cela lui donne envie de poursuivre sur cette voie.
Il signe chez Jigal un premier roman : Une terre pas si sainte dont l’action se passe en grande partie en Palestine occupée, puis La Filière afghane où il fait une part belle à ses souvenirs afghans. Des écrits où réalité et fiction s’entremêlent. Un troisième livre : A l’ombre des patriarches, poursuite des aventures de Maïssa, policière palestinienne et de Guy et Dany, flics israéliens, suivra en février 2015.

### Retour en France
Depuis septembre 2015, c’est entre la rénovation d’une maison en Bretagne et les divers salons où il est invité qu’il a trouvé le temps d’écrire le Prix du Quai des Orfèvres 2017 : Mortels trafics. Pour les 70 ans du Prix, décerné le 15 novembre 2016 à la Préfecture de Police de Paris au 36, quai des Orfèvres, la marraine officielle était la comédienne Alice Taglioni. Elle était accompagnée d'Alain Delon et de Jean-Paul Belmondo, deux anciens parrains.

### Écriture à quatre mains
Dans la foulée, l’auteur s’associe à un banquier international connu sous le pseudonyme de L.Gordon, pour écrire La Prophétie de Langley, un polar qui imagine les réactions des milieux financiers face à une menace terroriste sur des valeurs énergétiques. Le roman voit apparaitre pour la première fois Johana, une commandant de police de la PJ Versailles, et sera couronné par le prestigieux prix Michel-Lebrun en décembre 2017.
En 2018, sur une idée de l’ancien commandant de Police, Yves Saint-Martin, l’héroïne de La Prophétie de Langley reprend du service et les deux policiers écrivent un nouveau polar sur fond de menace terroriste portant sur les réserves d’eau de la région parisienne : Mort en eaux grises. Les droits d’auteur sont intégralement versés à Orphéopolis, l’orphelinat mutualiste de la police nationale.

### Aventures en Bretagne
D’une rencontre avec Jean Failler, le créateur du « polar breton », naît l’idée d’une série policière, Les trois Brestoises, ayant pour cadre principal la Bretagne. C’est ainsi que sort en juin 2018 chez l’éditeur Palémon, Haines, le premier volume d’une série mettant en scène un groupe de trois rockeuses quadras célibataires.
La série marque le retour de Léanne Vallauri (le personnage principal de Mortels Trafics), devenue chef de la PJ de Brest où elle retrouve deux amies de jeunesse : Élodie, médecin légiste et Vanessa, psychologue judiciaire. D’autres aventures suivront : La Cage de l’albatros, L’assassin qui aimait Paul Bloas, Avec le chat pour témoin, L’île abandonnée, Vie et mort d’une légende bigoudène, Le pont du diable, Du sang sur le quai, Mortels déclics.
Avec Le pont du diable, que l’auteur considère comme étant son meilleur ouvrage au sein de la série bretonne, Pierre Pouchairet revient en Afghanistan et met toute son expérience passée au service d’un roman qui s’appuie sur des bases réelles et relate l’odyssée de migrants afghans partis de Kaboul pour rejoindre la Grande-Bretagne.

### L’actualité internationale en toile de fond
La série bretonne n’empêche pas l’auteur de poursuivre l’écriture de romans ancrés dans l’actualité. Tuez les tous… mais pas ici, sorti chez Plon en mars 2018, relate, sur un fond de machination d’État, le départ de jeunes, attirés par les filières djihadistes. Une suite, Larmes de Fond, paraît en septembre 2020 aux éditions Filature(s) Dargaud.
Cet éditeur publie La consule assassinée, en 2021. Le roman, qui se déroule dans un pays d’Asie centrale, dénonce les errements de certains hauts fonctionnaires livrés à eux-mêmes.
Fruit de quatre ans passés au Cameroun, l’année suivante sort L’or vert du Sangha. Basée sur des faits réels, cette aventure voit naître une nouvelle héroïne, la journaliste Claire Dorval. Missionnée par son rédacteur en chef pour suivre une campagne électorale, la jeune femme se retrouve à enquêter sur un trafic de bois précieux.
Dargaud ayant décidé de mettre fin à sa collection polar, l’auteur signe en octobre 2024 son nouvel ouvrage, Captagonia, à La manufacture de livres. Le livre, un thriller qui traite du trafic de Captagon à partir de la Syrie et de menace sur la société occidentale, obtient le prix du roman d’espionnage.

## Œuvre

### Essai
- Des flics français à Kaboul, Paris, Éditions La boîte à Pandore, 2013, 347 p.  (ISBN 978-2-87557-040-6)

### Romans
Éditions du Palémon, série les trois brestoises :
- Haines, Quimper, Éditions du Palémon, 2018, 317 p.  (ISBN 978-2-372605-26-7)[9],[10]
- La Cage de l'albatros, Quimper, Éditions du Palémon, 2018, 272 p.  (ISBN 978-2-37260-544-1)L'Assassin qui aimait Paul Bloas, Quimper, Éditions du Palémon, 2019, 352 p.  (ISBN 978-2-372605-54-0)
- L'Assassin qui aimait Paul Bloas, Quimper, Éditions du Palémon, 2019, 352 p.  (ISBN 978-2-372605-54-0)[11]
- Avec le chat pour témoin, Éditions du Palémon, 2019, 312 p.  (ISBN 978-2-372605-66-3)[12]
- L'Île abandonnée, Editions du Palémon, 2020, 368 p.  (ISBN 9782372605823)[13]
- Vie et mort d'une légende bigoudène, Editions du Palémon, 2020, 400 p.  (ISBN 978-2-372605-99-1)[14]
- Le Pont du diable, Éditions du Palémon, 2021, 422 p.  (ISBN 978-2-372606-08-0)[9]
- Du sang sur le quai, Éditions du Palémon, 2021, 327 p.  (ISBN 978-2-372606-25-7)[9]
- Mortels Déclics, Éditions du Palémon, 2022, 336 p[15].
- De si jolies petites plages, Éditions du Palémon, 2022, 283 p.  (ISBN 978-2-372606-78-3)[9]
- L'Enquête inachevée, Éditions du Palémon, 2023, 311p.  (ISBN 978-2-372606-78-3) [archive][9]
- La Prisonnière du Creac’h, Éditions du Palémon, 2023, 311p.  (ISBN 978-2-385270-24-7)[9]
- L'Anguille Éditions du Palémon, 2024, 311p.  (ISBN 978-2-385270-42-1)[9]
- Il faut sauver Paul McCartney, 2024, 288p.  (ISBN 978-2-38527-113-8)[16]

Rééditions :
- La Prophétie de Langley (sur une idée et avec la collaboration de L. Gordon), Éditions Palémon, 2023, 332 p..  (ISBN 978-2-385270-17-9)[9]
- Une terre pas si sainte, Éditions Palémon, 2014, 412 p.  (ISBN 978-2-385270-33-9)[9]
- À l'ombre des patriarches, Éditions Palémon, 2014, 405 p..  (ISBN 978-2-385271-19-0)[9]
- Pourquoi la Bretagne ? Parce que Kaboul ! Un flic français en Afghanistan Éditions Palémon, 2023, 325 p..  (ISBN 978-2-37260-985-2)[9]
- À l'assaut du Conquet (sur une idée et avec la collaboration d'Yves Saint-Martin), Éditions du Palémon, 2025, 312.  (ISBN 978-2-38527-128-2)[17]

Éditions Jigal (épuisés) :
- Une terre pas si sainte, Marseille, France, Éditions Jigal, coll. « Polar », 2014, 295 p.  (ISBN 979-10-92016-26-0)
- La Filière afghane, Marseille, France, Éditions Jigal, 2015, coll. « Polar », 267 p.  (ISBN 979-10-92016-36-9)
- À l'ombre des patriarches, Marseille, France, Éditions Jigal, 2016, coll. « Polar », 292 p.  (ISBN 979-10-92016-66-6)
- La Prophétie de Langley (sur une idée et avec la collaboration de L. Gordon), Marseille, France, Éditions Jigal, 2017, coll. « Polar », 276 p.  (ISBN 978-2-37722-003-8)
- Mort en eaux grises (sur une idée et avec la collaboration d'Yves Saint-Martin), Marseille, France, Éditions Jugal, 2018, coll. « Polar », 232 p.  (ISBN 978-2-37722-042-7)

Editions Dargaud/Alibi/Filatures :
- Larmes de fond, Paris, France, Editions Filature(s) Dargaud, 2020, 416 p.  (ISBN 978-2-4915-0702-2)[18]
- La Consule assassinée, Paris, France, Editions Filature(s) Dargaud, 2021, 380 p.  (ISBN 978-2-4915-0719-0)[19]
- L'Or vert du Sangha, ALIBI Editions (Un département des Editions Dargaud), 2022, 442 p.  (ISBN 978-24-91507-70-1)

La Manufacture de Livres :
- Captagonia, La manufacture de livres, 2024  (ISBN 978-2-36392-104-8)

Autres éditeurs :
- Coke d'Azur, Nice, France, Éditions Ovadia, 2014, 405p.  (ISBN 978-2-36392-104-8) Epuisé.
- Mortels Trafics, Paris, Fayard, 2016, 416 p.  (ISBN 978-2-213-70139-4) Prix du quai des orfèvres.
- Tuez-les tous… mais pas ici, Paris, France, Plon, 2018, coll. « Sang neuf », 468 p.  (ISBN 9782259259705)[20],[21]

Réédition en format poche :
- Tuez-les tous… mais pas ici, Paris, France, Points, 2018, 429 p.  (ISBN 978-2-7578-7465-3)[20],[21]
- Larmes de fond, Paris, France, Points, 2022, 492 p.  (ISBN 9782259259705)[18]
- La Consule assassinée, Paris, France, Points, 2023, 447 p.  (ISBN 9782259259705)[19]
- L'Or vert du Sangha, Paris, France, Points, 2018, 429 p.  (ISBN 979-1-0414-1608-0)

## Adaptation cinématographique
Le 10 novembre 2021, Amazon annonce le début du tournage d’ Overdose réalisé par Olivier Marchal. Le film, qui est l’adaptation cinématographique de Mortels Trafics, réunit Sofia Essaïdi, Assaâd Bouab (Dix pour cent), Alberto Ammann (Narcos), Moussa Mansaly (Validé), Simon Abkarian (Kaboul Kitchen), Corti (Mafiosa), Kenza Fortas (Bac Nord) et aussi le rappeur Kool Shen. La diffusion est prévue sur la plateforme Amazon prime en 2022.

## Prix et récompenses

### Prix
- Prix du Quai des Orfèvres 2017 pour Mortels Trafics[24],[25],[26]
- Prix Guy-Vanhor de la Ville de Châteauroux 2017 pour À l’ombre des patriarches[27],[28]
- Prix Polar pour La prophétie de Langley, Michel Lebrun 2017[29]
- Prix du Jury Loiret Crimes 2023 pour L'or Vert du Sangha[30].
- Prix Noir Vézères 2024 pour Le Pont du diable[31]
- Prix du roman d'espionnage 2024 pour Captagonia[32],[33]

## Sur quelques livres

### Tuez-les tous... mais pas ici
Quimper, dans les années 2010 (pas très loin de la tentative de coup d'État de 2016 en Turquie), au commissariat, la flic de service, aux réclamations et déclarations, Geneviève Loedec, se fait insulter par un couple divorcé, Martine Loubriac (commerçante) et Louis Loubriac (ancien flic, ancien journaliste, musicien, associé à Jenifer Thiel, gérante de bar de nuit musical). Leur fille a disparu depuis deux semaines : Julie Loubriac, 17 ou 18 ans, lycéenne en terminale littéraire. Au chapitre 2, à 4 heures du matin, elle fait sa prière en arabe, avec d'autres filles, dans une baraque, en Syrie, après avoir passé la frontière turque dans un camion-citerne, loin de son petit copain, Yacine Osman, alias Master Gims. En Syrie, une patrouille djihadiste contribue à parfaire le dressage des petits européens... En France, on recrute : Direction générale de la Sécurité intérieure, Web profond !